# Уильям Нокс
Уильям Нокс (англ. William Knox, 17 августа 1789 года — 12 ноября 1825 года) — шотландский поэт. Он известен тем, что написал одну из самых любимых поэм Авраама Линкольна, которая называется «И зачем только, гордость, на свете есть ты?» (O, Why Should The Spirit Of Mortal Be Proud?).

## Биография

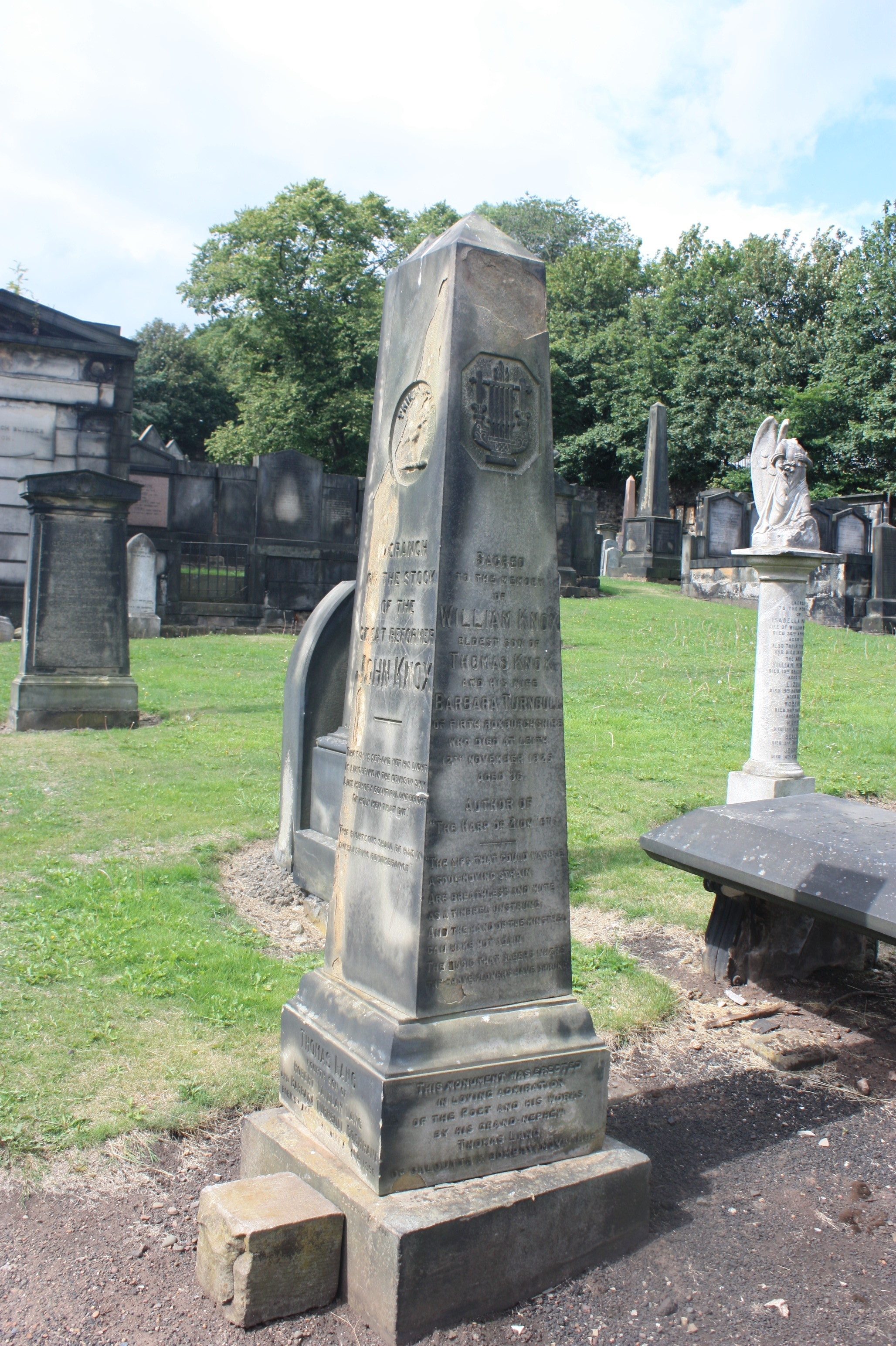
Памятник Уильяму Ноксу на кладбище Нью-Калтон в городе Эдинбург

Уильям Нокс родился 17 августа 1789 года в небольшом поместье Ферт, в округе Лиллиеслиф, в графстве Роксбург на юге Шотландии. Его отец Томас Нокс был фермером и занимался земледелием и скотоводством в графствах Роксбург и Селкирк. Его мать Барбара была старшей дочерью Уолтера Тернбулла, эсквайра Ферта. Уильям был старшим (из трёх сыновей и трёх дочерей) ребёнком в семье и когда ему исполнилось шесть лет, его отправили учиться в приходскую школу округа Лиллиеслиф, где он продолжал свою учёбу до того, как ему исполнилось пятнадцать лет. К этому времени он приобрёл обширные знания в английском языке и литературе, а также выучил латынь. С раннего возраста его считали очень одарённым ребёнком, обладавшим особенной наблюдательностью, устойчивым вниманием, острым и активным умом, восприимчивым к глубоким впечатлениям, а также особенно запоминающейся памятью, которая — хотя и не всегда, но очень часто — могла указывать на наличие у ребёнка гениальности. Ему также очень нравилась музыка и он любил рисовать.
После окончания приходской школы в Лиллиеслифе, Уильяма отправили учиться в гимназию в городе Масселборо, где он проучился около года, а затем вернулся домой, чтобы помогать отцу в управлении его фермой. Начиная с раннего возраста Уильям писал песни-поэмы и другие поэтические произведения, юмористические и сатирические, главным образом на шотландском диалекте английского язяка. После его возвращения из Масселборо в Ферт, он начинает рассматривать поэзию как нечто большее, чем просто развлечение. В 1812 году он арендует ферму Рэй (Wrae) в непосредственной близости от города Лангхольм, расположенном в графстве Дамфрисшир и полностью посвящает себя занятию земледелием. Он быстро заслуживает уважение опытных фермеров округа, которые считали, что у Уильяма есть очень хорошие перспективы для того, чтобы добиться больших успехов на поприще занятия земледелием. Однако через несколько лет Уильям принимает решение прекратить заниматься сельским хозяйством как профессией. Основная причина этого решения — отсутствие капитала, который было необходимо инвестировать в производство для того, чтобы ферма продолжала приносить доход. В Дамфрисшире, где находилась его ферма, Уильяма уважали и высоко ценили все его соседи за его щедрость и за его личные качества, в особенности за его способность всегда оставаться хорошим и надёжным другом.
За всё то время, пока Уильям занимался фермерством, он никогда не терял интереса к литературе и особенно к поэзии. К 1817 году, незадолго до того, как покинуть ферму Рэй в Дамфрисшире, он написал большое количество произведений, которые вошли в его первый большой труд, который назывался «Одинокий Очаг И Другие Поэмы» (The Lonely Hearth and other Poems). К этому времени он глубоко знакомится с творчеством многих британских поэтов — как античных, так и ему современных. Он становиться хорошим литературным критиком не только поэзии, но и других областей английской литературы, а также проявляет свои таланты в различных стилях литературной композиции. Примерно в то же время он пишет поэмы «Сила Любви Превыше Всего» (The Influence of Love over the other Passions) и «Отчий Дом» (The Father’s Cottage), которые так и не были изданы.
Приблизительно в это же время Уильям знакомится с Вальтером Скоттом и профессором Джоном Уилсоном из Эдинбурга. Оба этих необычайно одарённых и выдающихся в своих областях деятельности человека высоко ценили Уильяма Нокса как скромного, обладающего большими познаниями в литературе и удивительным умением вести беседу человека, так и как поэта. В 1820 году Уильям переезжает в Эдинбург и, начиная с этого периода времени и почти до конца своей жизни, он пишет и публикует в различных периодических изданиях большое количество своих небольших произведений как в прозе, так и в стихах. Он часто публикует статьи в «Литературной газете» (Literary Gazette), а также пишет рождественские сказки «Марианна Или Дочь Вдовца» (Marianne or the Widower’s Daughter) и «Визит в Дублин» (A Visit to Dublin).
В начале 1823 года Уильям едет в Ирландию, чтобы навестить своего брата Вальтера и проводит в Ирландии около двенадцати месяцев. Во время этого визита он пишет «Песни Израиля» (The Songs of Israel), которые были изданы вскоре после его возвращения в Эдинбург в 1824 году. Следующим и последним его произведением была «Арфа Сиона» (The Harp of Zion), которая была издана в апреле 1825 года.
Память Уильяма Нокса была настолько сильной, что однажды, как рассказывают, когда владелец одного из книжных магазинов потерял рукопись Арфы Сиона, которую Уильям оставил ему на время на хранение, Уильям, узнав об этом, сел и за два или три дня переписал всё произведение исключительно по памяти (единственным, что доставило ему небольшие хлопоты, были физические усилия, которые он затратил на переписывание произведения). В свои произведения Уильям практически никогда не вносил никаких изменений, так как считал, что самый первый вариант произведения всегда был наиболее удачным.
Английский поэт-романтик и Поэт-лауреат Соединённого Королевства в период с 1813 по 1843 годы Роберт Саути в своём письме от 19 августа 1824 года, адресованном Уильяму Ноксу, писал:

«Ваше небольшое издание было благополучно доставлено мне Вашим другом мистером Г. Макдональдом и я сердечно благодарю Вас за это. Ваша книга доставила мне огромное удовольствие. Переложить в стихотворную форму темы из Свящённого Писания — это самая сложная из всех задач и, как мне кажется, Вы в этом добились наибольших успехов, чем кто-либо из Ваших предшественников. Вы возможно слышали о том, что Епископ Калькутты … занимался составлением сборника псалмов и других священных текстов с целью введения в обиход их чтения в наших английских церквях. Ваши же произведения настолько хорошо отвечают указанным целям, что я пошлю Епископу один экземпляр Вашей книги. … Я от всей души желаю Вам того, чтобы Ваши таланты и чувства с успехом были применены в деле популяризации религиозных и священных текстов, где Вы сможете обрести истинное счастье и в полной мере реализовать все свои таланты — Вы достаточно молоды, чтобы всерьёз подумать об этом.»

В ноябре 1825 года Уильям Нокс перенёс инсульт и — после трёх или четырёх дней болезни — скончался 12 ноября 1825 года в городе Эдинбург на тридцать седьмом году жизни. Он умер примерно в тот же период жизни, который также стал фатальным для Роберта Бернса, Джорджа Гордона Байрона, А. Рембо, А. С. Пушкина и В. Маяковского.
Уильям Нокс похоронен на кладбище Нью-Калтон в Эдинбурге, в верхней восточной части этого кладбища.

## И зачем только, гордость, на свете есть ты?
Поэма Уильяма Нокса «И зачем только, гордость, на свете есть ты?» (O, Why Should The Spirit Of Mortal Be Proud?) была одной из самых любимых у 16-го президента США Авраама Линкольна и он часто цитировал её наизусть. Американский художник Фрэнсис Бикнелл Карпентер вспоминал о том, что однажды, когда он рисовал свою картину в Белом доме, он как-то вечером оказался один на один с президентом Линкольном в его кабинете и президент Линкольн сказал ему:

«Знаете, есть одна поэма, которая мне очень и очень нравится. Я впервые прочитал её очень давно, когда был ещё очень молодым человеком. Мне её показал один мой приятель. Как-то впоследствии, когда я однажды увидел эту поэму напечатанной в одной из газет, я вырезал её из газеты и выучил наизусть. Я бы, — продолжал президент Линкольн, — очень много дал за то, чтобы узнать, кто является автором этой поэмы. Но, к сожалению, мне пока что этого никак не удалось сделать.»

| O, Why Should The Spirit Of Mortal Be Proud? O, why should the spirit of mortal be proud? Like a swift-fleeting meteor, a fast-flying cloud, A flash of the lightning, a break of the wave, Man passes from life to his rest in the grave. The leaves of the oak and the willow shall fade, Be scattered around and together be laid; And the young and the old, and the low and the high, Shall moulder to dust and together shall lie. The infant a mother attended and loved, The mother that infant’s affection who proved; The husband that mother and infant who blessed, Each, all, are away to their dwellings of rest. The maid on whose cheek, on whose brow, in whose eye, Shone beauty and pleasure, — her triumphs are by; And the memory of those who loved her and praised, Are alike from the minds of the living erased. The hand of the king that the scepter hath borne; The brow of the priest that the mitre hath worn; The eye of the sage and the heart of the brave, Are hidden and lost in the depth of the grave. The peasant, whose lot was to sow and to reap; The herdsman, who climbed with his goats up the steep; The beggar, who wandered in search of his bread, Have faded away like the grass that we tread. The saint who enjoyed the communion of heaven, The sinner who dared to remain unforgiven, The wise and the foolish, the guilty and just, Have quietly mingled their bones in the dust. So the multitude goes, like the flowers or the weed That withers away to let others succeed; So the multitude comes, even those we behold, To repeat every tale that has often been told. For we are the same our fathers have been; We see the same sights our fathers have seen, — We drink the same stream and view the same sun, And run the same course our fathers have run. The thoughts we are thinking our fathers would think; From the death we are shrinking our fathers would shrink, To the life we are clinging they also would cling; But it speeds for us all, like a bird on the wing. They loved, but the story we cannot unfold; They scorned, but the heart of the haughty is cold; They grieved, but no wail from their slumbers will come; They joyed, but the tongue of their gladness is dumb. They died, ay! they died: and we things that are now, Who walk on the turf that lies over their brow, Who make in their dwelling a transient abode, Meet the things that they met on their pilgrimage road. Yea! hope and despondency, pleasure and pain, We mingle together in sunshine and rain; And the smiles and the tears, the song and the dirge, Still follow each other, like surge upon surge. 'T is the wink of an eye, 't is the draught of a breath, From the blossom of health to the paleness of death, From the gilded saloon to the bier and the shroud, — O, why should the spirit of mortal be proud?, <1824> | И зачем только, гордость, на свете есть ты? И зачем только, гордость, на свете есть ты? Как вдали облака, как комета в ночи, Вспышка света в грозу, гребешок в шторм волны, От рожденья пройдём мы до немой тишины. Листья дуба и ивы увянут, падут, Разбросает их ветер, лежат там и тут, Юный и пожилой, гений и шалопут, В прах земной превратятся и покой обретут. И младенец, любили кого без ума, Мать его, что не знала покоя и сна, Их отец, что не чаял в обоих души - Все ушли и покоятся в вечной тиши. Молодая красотка, чьи брови, глаза, Всех вокруг ослепляли — блеск давно без следа. И все те, кто молились на ту красоту, По земле этой вновь никогда не пройдут. И рука короля, что жезл крепко держала, И священника брови — на них митра сползала, Зоркий глаз мудреца и бесстрашие бойца - Всё угасло и скрыла под собой всё земля. И крестьянин, что жизнь всю пахал поле как вол, И пастух, что взбирался со стадом на холм, Нищий, что побирался, хлеб в муках ища - Всё поблекло, увяло, не оставив следа. И святой, другом чьим лишь небесный свет был, Осуждённый невинно — он своё всё твердил, И мудрец и глупец, и виновный и правый - Всё слилось и смешалось в одном пыльном сплаве. Появились на свет, как цветы расцвели, Пролетело мгновение и другие пришли. Точно также как те, мельком что мимо нас - Всё пройдёт, повторив столь знакомый рассказ. Ведь мы в точности так же, как наши отцы, Мы вокруг видим то же, что и они, Ту же воду мы пьём, те же солнца лучи, Тот же путь мы пройдём, что прошли и они. В мыслях наших всё то же, что у наших отцов, Час последний отсрочить мы пытаемся вновь, И за жизнь мы цепляемся также без слов, Но летит всё как вихрь и нигде нет следов. Как любили они! — Но любовь, где она? С губ насмешка слетала — та насмешка мертва! По ночам тосковали, но от снов ни следа, Веселились, гуляли, но та радость нема. А потом враз ушли, а мы здесь и сейчас, По земле, что поверх них, пройдём мы подчас, И вся жизнь мимолётно, словно с горки катясь, Те же взлёты, падения ожидают и нас. Да, надежда и мрак, праздник и жизни бремя, Под дождём и под солнцем пролетит наше время, Песни, траур, улыбки, ночи полные слёз, Как волна за волной набегут на утёс. Словно глазом моргнём, лишь на миг чуть вздохнём, От рассвета до серости мглы мы пройдём, От дворцов золотых до носилок и тьмы - И зачем только, гордость, на свете есть ты? <2021> (Перевёл Сергей Осанкин) |  |